# 趙廷松
趙廷松（1495年2月2日—1557年），字子後，號俟齋、又号鶴山，浙江溫州府樂清縣人，明朝政治人物。

## 生平
趙廷松為人淳厚而孝友，在嘉靖元年（1522年）中浙江乡试六十九名舉人，次年（1523年）聯捷癸未科會試二百五十四名，廷试二甲四十名進士，授刑部主事。嘉靖三年（1524年）大禮議事件中，參與左順門哭諫。嘉靖六年（1527年）被貶為福寧州同知。他在當地判案精明，又修葺道路、興辦學校、革除弊政、平均徭役，有興訟者都作詩規勸，州內森林是盜賊巢穴，他伐林興建康夷樓，撥出壯丁守衛，自此行旅者安全。有賊人論罪處死，打算重賂免罪，他大怒立刻處死對方，嘉靖七年（1528年）柘洋山賊搶掠人民，他領軍追捕但軍隊潰敗，於是他挺身向賊人說：「寧願你殺我，不要殺我的部下軍。」山賊畏懼他的威儀而逃竄；他創作文章效法古人，教育士人如子弟，離任時拿出書籍送給書生。
之後，趙廷松再謫湖廣蘄州同知。任內判案公正，無人敢攀援，恩威並著，流寇來臨時得知他是「趙清天」，立刻撤去，陞吉安府督糧通判，不收取例金，懲治佔領田地的安福豪強，又用計平定湖邊盜賊；轉為真定同知，嘉靖十六年（1537年）陞山西按察司僉事，制止暴橫的宗室，驅逐縱掠孟縣人民的礦使。曾改調山東副使，三十一年（1552年）自山西右布政使陞左布政使，不久稱病回鄉，五年後母親以九十二歲之齡去世，他也在次年逝世，年六十三歲。

## 家族
曾祖父趙守儉，祖父趙賚，父親趙慥。母親曾氏。慈侍下。兄瑞松，監生；偃松；赤松；盛松。弟嘉松。

## 引用
1. 1 2  光緒《樂清縣志·卷八·人物上》：趙廷松，字子後，號俟齋，嘉靖癸未進士，為人淳厚、孝友肫至，而宏亮多大節。始為刑曹郎，大禮議起，上方主張廷桂，松與同列伏闕力爭退，又呂言詆之，遂得大杖謫福甯州同知，又謫蘄州，所至有異政，恩威竝著，流寇猝至，問知為趙清天，更與相羅拜去 事詳兩州名宦 。稍遷吉安督糧通判，郤例金毫不染，覈安福豪猾占田，貧戶以甦，又以計平湖盜；轉真定同知，遷山西僉事，戢宗室暴橫，時孟縣採鑛使者縱徒掠民，廷松下令逐之，權貴交中以危禍事，卒白之。洊厯藩臬，以母老數移疾，及為山西左布政，旦暮且大用，慨然曰：「古人有言，豈以三公易養哉？」遂稱篤歸，歸五年而母以壽終 母年九十二 ，尋疾作明年卒，年六十三。廷松古文詩歌秀出一時，尤工行草尺牘，題篇傳布海內，見者以為絕倫。 《福建通志》：廷松聽斷如神，悉以罰鍰修築衢路，柘洋賊劫掠鄉村，廷松領軍追捕，賊皆遠竄，長於古學，及去以所攜書籍頒多士。
2. ↑  光緒《樂清縣志》·卷十·選舉：進士……明 嘉靖二年癸未姚淶榜 趙廷松 有傳……舉人……嘉靖元年壬午鄭曉榜 趙廷松 癸未進士
3. ↑  光緒《福寧府志·卷十七·秩官》：趙廷松，字子後，號鶴山，樂清人，進士，授刑部主事。嘉靖六年以議大禮謫州同，聽斷如神，修道路、興學校、革奸弊、均徭役，凡民有訟者為詩以勸之；州萬里林故盜藪，公伐木建康夷樓，撥民丁壯以守，自是行旅無虞。有盜論死，欲浼以重賂，公怒竟成其獄；七年戊子柘洋賊刼掠，趙領軍追捕，師潰，趙挺身見賊曰：「甯殺我，毋殺我軍。」賊畏其威皆逃竄，又出征甯德，民賴以安。為文章取法乎古，教士如師弟，及去以書籍頒書生，官至山西左布政使，今祀名宦。
4. ↑  同治《蘄州志·卷八·職官志》：趙廷松，字子後，號俟齋，任刑部主事，以不附權貴左遷州同知，工詩文善書，聽斷公明，無敢夤緣，後官陝【山】西左布政。 已上州同
5. ↑  《明世宗肅皇帝實錄·卷一百九十六》：（嘉靖十六年正月）庚寅陞陜西兵備副使侯秩為本布政司右參政，陜西僉事張璽為本省按察司副使，刑部員外郎黃卷、直隸真定府同知趙廷松俱為山西按察司僉事，浙江台州府同知施一德為四川按察司僉事。
6. ↑  《明世宗肅皇帝實錄》·卷三百四十六：（嘉靖二十八年三月丙戌）……已吏科都給事中劉學易等復言時進論山東副使趙廷松奸險貪污，而廵按御史傅鎮又亟稱其賢能……
7. ↑  《明世宗肅皇帝實錄·卷三百九十》：（嘉靖三十一年十月）丁丑陞山西右布政使趙廷松為本省左布政使。
8. ↑  《嘉靖二年癸未科進士登科錄》：趙廷松。貫浙江温州府樂清縣。民籍。縣學生。治《書經》。字子後，行九，年二十九，正月十九日生。曾祖守儉。祖賚。父慥。母曾氏。慈侍下。兄瑞松，監生；偃松；赤松；盛松。弟嘉松。娶余氏。浙江鄉試第六十九名，會試第二百五十四名。